# زیردریایی یو-۴۲۲
زیردریایی یو-۴۲۲ (به انگلیسی: German submarine U-422) یک زیردریایی بود که طول آن ۶۷٫۱ متر (۲۲۰ فوت ۲ اینچ) بود. این زیردریایی در سال ۱۹۴۳ ساخته شد.